# Ian Sinfield
Ian Sinfield, född 3 oktober 1934, död 12 mars 2010, var en friidrottare från Australien. Han deltog vid olympiska sommarspelen 1960.